# Claudia Sheinbaum
Claudia Sheinbaum Pardo (Ciudad de México, 24 de junio de 1962) es una política, científica y académica mexicana. Es la presidenta de México desde el 1 de octubre de 2024, siendo la primera mujer en la historia de su país en ejercer el cargo.
Antes de asumir la presidencia de México, Sheinbaum participó activamente en el servicio público, ocupando diversos cargos de liderazgo. Fue jefa de Gobierno de la Ciudad de México de 2018 a 2023, convirtiéndose en la primera alcaldesa electa de la ciudad. Su administración priorizó la seguridad urbana, las iniciativas ambientales y los programas sociales, incluidas notables expansiones en el transporte público y los sistemas de apoyo educativo. Su mandato también incluyó respuestas a desafíos complejos, como el colapso de la Línea 12 del Metro de la Ciudad de México y la gestión de la pandemia de COVID-19, que le valieron tanto reconocimiento como críticas.
La trayectoria política de Sheinbaum comenzó en el Partido de la Revolución Democrática (PRD), pero más tarde se alineó con el Movimiento Regeneración Nacional (Morena), uniéndose al partido de Andrés Manuel López Obrador en 2014.
En 2024, tras ganar la nominación de Morena, se aseguró la presidencia con una victoria arrolladora sobre la candidata opositora Xóchitl Gálvez. A fines de ese año, Forbes la situó como la cuarta mujer más poderosa del mundo, mientras que Time, la reconoció como una de las 100 líderes mundiales más influyentes a favor del medio ambiente. En abril de 2025, la misma publicación la incluyó en su lista anual de las 100 personas más influyentes del mundo.
Durante su gobierno, la presidenta Sheinbaum promulgó una serie de reformas constitucionales con el apoyo de su supermayoría legislativa, incluyendo la consagración de programas sociales en la Constitución, la reversión de aspectos clave de la reforma energética de 2013 para fortalecer el control estatal sobre el sector energético y el mandato de que el salario mínimo aumente por encima de la tasa de inflación.

## Biografía

### Familia
Claudia Sheinbaum Pardo nació el 24 de junio de 1962 en la Ciudad de México, en el seno de una familia judía secular de origen lituano y búlgaro. Es la segunda hija del matrimonio del químico Carlos Sheinbaum Yoselevitz y la bióloga Annie Pardo Cemo. Carlos Sheinbaum formaba parte de la comunidad judía asquenazí originaria de Lituania que llegó a México en la década de 1920. Su padre era comerciante de joyas y militaba en el Partido Comunista Mexicano. La familia practicaba las tradiciones judías, incluida la celebración de fiestas importantes y el mantenimiento de las costumbres asquenazíes. Annie Pardo, la madre de Claudia, procede de una familia de judíos sefardíes búlgaros asimilados. Pardo se convirtió en la primera mujer sefardí en el mundo académico mexicano. Los padres de Claudia participaron activamente en los círculos de la izquierda mexicana durante la década de 1960, en protestas, movimientos obreros y revueltas estudiantiles.
Claudia se casó en 1987 con Carlos Imaz Gispert, miembro fundador del Partido de la Revolución Democrática (PRD) y jefe Delegacional de Tlalpan (2003-2004),tuvieron a una hija y se separaron en 2016. El 17 de noviembre de 2023 contrajo matrimonio con Jesús María Tarriba, doctor en ciencia física por la UNAM y excompañero universitario.

### Vida académica
Sus estudios universitarios los cursó en la Facultad de Ciencias de la Universidad Nacional Autónoma de México (UNAM), donde obtuvo, en 1989, la licenciatura en física con su tesis «Estudio termodinámico de una estufa doméstica de leña para uso rural». A inicios de los noventa, viajó a California, donde radicó por cuatro años con el fin de realizar trabajos de investigación para su doctorado en la Universidad de Stanford de 1991 a 1992, y de 1993 a 1995, en el Lawrence Berkeley Laboratory de la UC Berkeley; lo anterior siendo becada por la UNAM. Durante esta estancia, escribió numerosos artículos científicos entre los que destacan estudios del uso de energía y las emisiones de dióxido de carbono en la industria del hierro y el acero en México. Entre esos trabajos, en 1994, obtuvo el grado de Maestría en Ingeniería Energética con la tesis «Economía del uso eficiente de la energía eléctrica en la iluminación». En 1995, fue la primera mujer en ingresar al doctorado en «ingeniería en energía» de la Facultad de Ingeniería de la UNAM y obtener un grado de doctora con la tesis «Tendencias y perspectivas de la energía residencial en México». El mismo año, se incorporó al cuerpo académico del Instituto de Ingeniería de la UNAM, centrando su trabajo en la investigación para documentar la vinculación entre energía y el cambio climático.
Participó como jurado en el Encuentro Hispanoamericano del Milenio de «Video Documental Independiente» celebrado en el Distrito Federal del 25 al 30 de junio de 2000.
Es egresada del Programa de Estudios Avanzados en Desarrollo Sustentable y Medio Ambiente (LEAD-México) del Centro de Estudios Demográficos, Urbanos y Ambientales y es egresada del Programa de Estudios Avanzados en Desarrollo Sustentable de El Colegio de México; asimismo es miembro del Sistema Nacional de Investigadores y de la Academia Mexicana de Ciencias.
Fue asesora de la Comisión Nacional para el Ahorro de Energía y de la Gerencia de Estudios Económicos de la Comisión Federal de Electricidad (CFE).
Es investigadora titular del Instituto de Ingeniería de la UNAM. En el año 2007 se incorporó al Grupo Intergubernamental de Expertos sobre el Cambio Climático (IPCC) de la ONU en el tema de energía e industria, como autora por contribución para el tema «Mitigación del cambio climático» del Cuarto Informe de Evaluación. Dicho grupo fue galardonado con el Premio Nobel de la Paz el mismo año, junto con Al Gore, «por sus esfuerzos para construir y difundir un mayor conocimiento sobre el cambio climático causado por el hombre y poner las bases para tomar las medidas necesarias para contrarrestar ese cambio». En 2013 participó, junto con otros once expertos como autores líderes, del tema «industria» del Quinto Informe de Evaluación del IPCC.

## Carrera política

### Etapas iniciales
En su etapa como estudiante en el Colegio de Ciencias y Humanidades (CCH), Plantel Sur, se involucró en las movilizaciones por los derechos de jóvenes aspirantes a ingresar a la UNAM que eran rechazados.
Durante su formación universitaria fue integrante del CEU de la UNAM, grupo de estudiantes que posteriormente se convertiría en el brazo juvenil fundador del Partido de la Revolución Democrática.
El 20 de noviembre de 2000 fue presentada su inclusión en el gabinete del Jefe de Gobierno del D.F. Andrés Manuel López Obrador, asumiendo el 5 de diciembre de 2000 la Secretaría de Medio Ambiente del Distrito Federal. 
Como titular de la Secretaría, encabezó múltiples proyectos relacionados con el aprovechamiento de la energía solar, el control de emisiones, así como la procuración del Suelo de Conservación junto a los campesinos y habitantes de la zona. Además, durante su gestión fue responsable de la construcción del segundo piso del Periférico, de la primera línea del Metrobús y de una central de cómputo para controlar los verificentros del Distrito Federal.
Entre sus logros en la Secretaría de Medio Ambiente se destacan, entre otras cosas, la reducción de los índices de contaminación atmosférica  y la creación de las Reservas Ecológicas Comunitarias. Además, inició un ambicioso programa de sectorización de la red de agua potable.
Renunció a su cargo en mayo de 2006, para integrarse al equipo de campaña de Andrés Manuel López Obrador como su vocera para las elecciones presidenciales de 2006, posteriormente fue encargada de la Secretaría de Defensa del Patrimonio Nacional del llamado «Gobierno Legítimo», encabezado por López Obrador. En este lugar, siendo abril de 2008, junto con otras dirigentes, coordinó el Movimiento en Defensa del Petróleo, formando brigadas de mujeres a las que se les llamó «Adelitas», en clara referencia a las mujeres que participaron en la Revolución mexicana, que realizaron intensas movilizaciones de resistencia civil pacífica al exterior del Senado de la República, en protesta por el corto tiempo planteado para legislar y debatir la reforma energética y en contra del presunto intento de privatización de PEMEX.
En 2011 participó de la constitución del «Movimiento de Regeneración Nacional» (Morena) como Asociación Civil. Andrés Manuel López Obrador, entonces candidato a la presidencia de México en las elecciones de 2012 por el Frente Amplio Progresista, la incluyó en su propuesta de gabinete para ocupar el puesto de secretaria de Medio Ambiente.

### Alcaldesa de Tlalpan

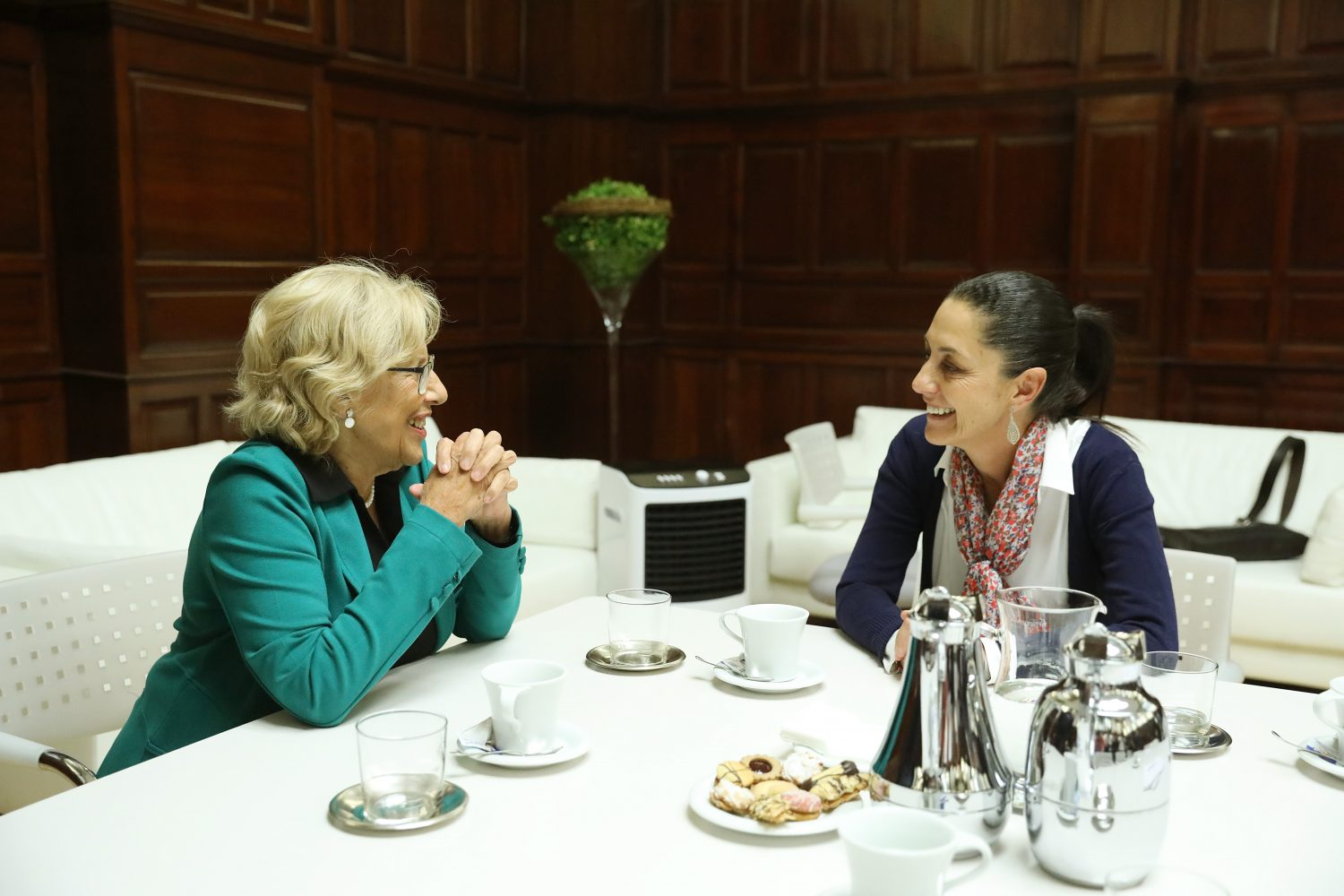
Fotografiada en octubre de 2018 junto a Manuela Carmena.

En 2015 fue la primera mujer electa como Jefa Delegacional en Tlalpan. En 2017, dejó el cargo tras ganar la consulta interna para la precandidatura de la Jefatura de Gobierno de la Ciudad de México por la coalición «Juntos Haremos Historia» conformada por el partido Movimiento Regeneración Nacional (Morena), el Partido del Trabajo (PT) y el Partido Encuentro Social (PES).
En julio de 2018 se convirtió en la primera mujer electa jefa de gobierno de la Ciudad de México, tras ganar la elección con el 47.08 %  de los votos emitidos y la segunda mujer en ocupar el cargo, siendo Rosario Robles la primera, aunque de manera sustituta durante 1999 y 2000.

#### Derribamiento de una capilla
El 29 de abril de 2016, durante su jefatura delegacional de Tlalpan, personal de esa delegación, autorizado por el subdirector de Jurídico y Gobierno, José Edwin Cerón, derribó una capilla referente al «Señor de los Trabajos»; un cobertizo con techo de lámina que feligreses habían instalado hacía años, en un terreno sito entre las calles Tapakan y Yobain, en la Colonia Cultura Maya de esa demarcación territorial y dependiente de un templo local llamado «Sagrado Corazón de Jesús», a cargo del párroco Juan Guillermo Blandón Pérez, quien señaló a Sheinbaum como responsable de la demolición y comentó que la acción fue efectuada sin una notificación previa.
Días después del derribo de la capilla, la entonces jefa delegacional, se reunió con; el obispo de la VI Vicaría de la arquidiócesis de México, monseñor Crispín Ojeda Márquez; Armando Martínez, rector de la Universidad del Pedregal; y Manuel Santiago, director general de Obras de la demarcación. Reunión donde acordaron dividir el predio a la mitad para construir una capilla y un Centro de Artes y Oficios.

#### Colapso del colegio Enrique Rébsamen

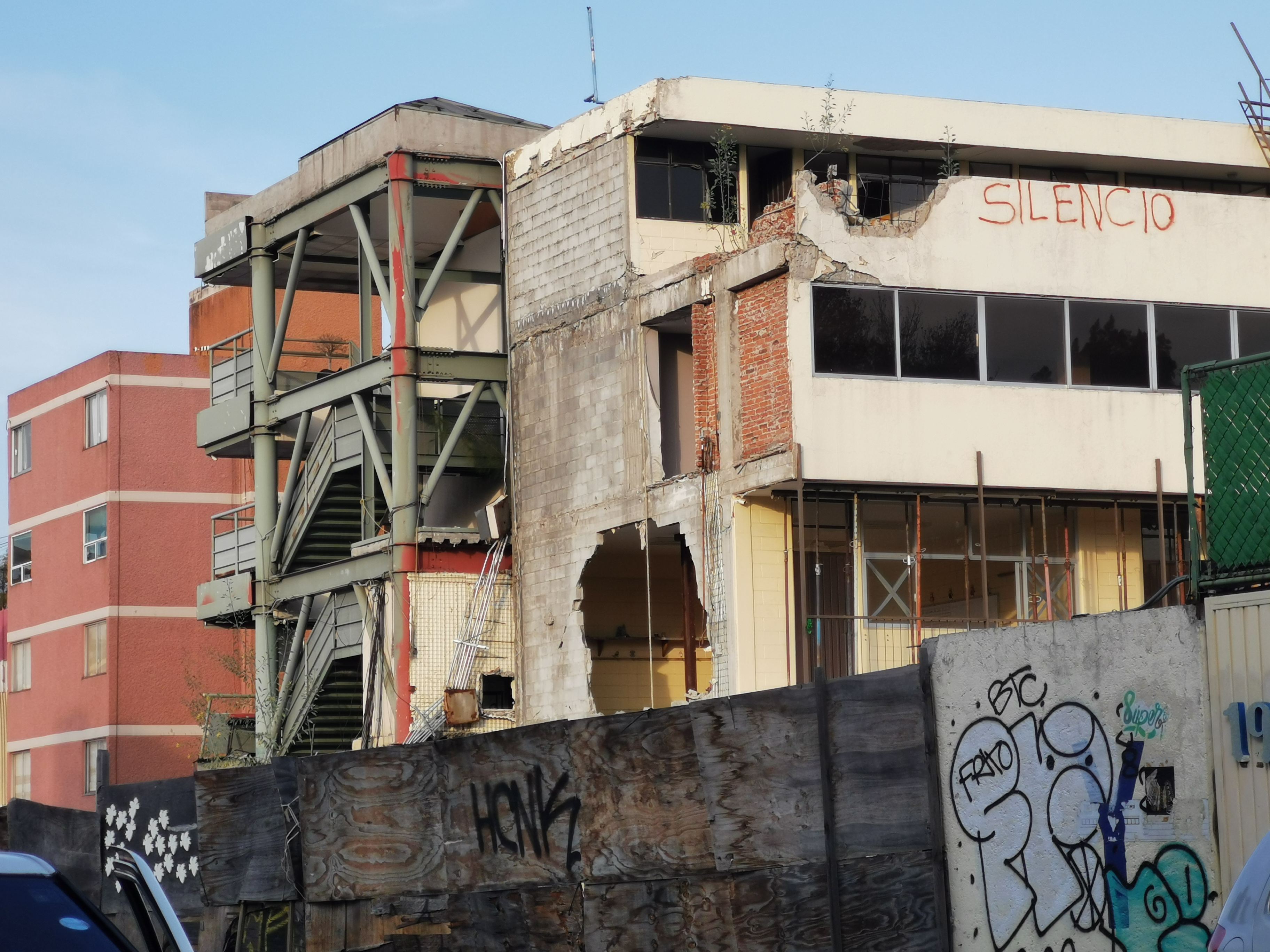
Ruinas del colegio Enrique Rébsamen, fotografiadas en diciembre de 2021.

El Colegio Enrique Rébsamen, una escuela privada en Tlalpan, se derrumbó durante el terremoto de Puebla de 2017, matando a diecinueve niños y siete adultos. En septiembre de 2016, durante el mandato de Sheinbaum como alcaldesa, el Instituto de Verificación Administrativa de la ciudad había dictaminado que el edificio del colegio infringía las normas de zonificación y estaba construido más alto de lo permitido y que la propietaria, Mónica García Villegas, había presentado documentos falsificados. Sheinbaum se enfrentó a críticas por no proporcionar una relación completa de los permisos para el uso del suelo, la construcción y el funcionamiento de la escuela. Enrique Fuentes, abogado que representa a los padres de los niños fallecidos, declaró que la alcaldesa tenía la obligación de tomar medidas, pero no lo hizo y permitió que la escuela siguiera funcionando.
La Fiscalía General de Justicia de la Ciudad de México determinó que Claudia Sheinbaum Pardo no tuvo responsabilidad legal en el derrumbe del colegio e informó que tampoco fue llamada a declarar al no encontrarle responsabilidad en el caso.El 2 de febrero de 2023 al inaugurar un monumento conmemorativo a las víctimas del Colegio Rébsamen en la Alameda del Sur, Claudia Sheinbaum ofreció a los padres y madres una disculpa pública.

## Jefa de Gobierno de la Ciudad de México (2018-2023)

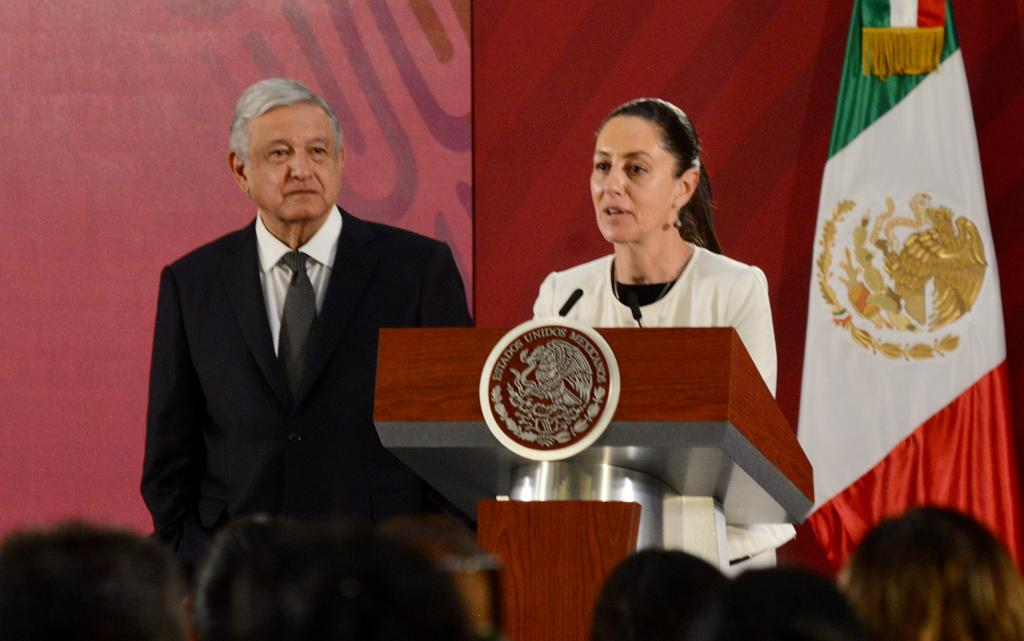
Claudia Sheinbaum con el presidente Andrés Manuel López Obrador, el 25 de noviembre de 2019.

En julio de 2018, Sheinbaum recibió la constancia de mayoría que la acreditó como Jefa de Gobierno electa de la Ciudad de México para el periodo 2018-2024. El 5 de diciembre de 2018 asumió el cargo ante el pleno del Congreso de la Ciudad de México, convirtiéndose en la primera mujer en ocupar este puesto en la capital mexicana.
Su gestión estuvo marcada por una fuerte cercanía con el gobierno federal del entonces presidente López Obrador. Uno de los desafíos más importantes a los que su gobierno se enfrentó fue con el manejo de la pandemia de COVID-19, donde algunos consideran que por su formación científica, jugó un papel clave en la estrategia epidemiológica de la ciudad. A pesar de los altos índices de mortalidad en México, la Ciudad de México mantuvo resultados relativamente mejores gracias a su enfoque en el rastreo y las pruebas.
Reconoció los derechos LGBT al implementar una política de género neutral para los uniformes escolares. En 2022, fue la primera Jefa de Gobierno de la Ciudad de México en asistir a la marcha del orgullo gay de la ciudad.

### Economía
Uno de los proyectos emblemáticos de su administración fue el lanzamiento del proyecto Vallejo-i en Azcapotzalco. En 2019, ella, junto con el alcalde de Azcapotzalco, Vidal Llerenas, y la iniciativa privada, lanzaron el proyecto con el objetivo de convertir a Vallejo en un centro de industria no contaminante y tecnología avanzada. Bajo su dirección, el gobierno y el sector privado invirtieron 700 millones de pesos en la zona. Esto incluyó la construcción del Centro de Desarrollo e Innovación Tecnológica, así como una estación de transferencia de residuos y una planta de reciclaje, enfatizando la importancia de la gestión sostenible de desechos. La rehabilitación de la avenida Ceylán también fue una parte integral del proyecto, con una inversión de doscientos millones de pesos para mejorar la infraestructura y la movilidad de la zona.

### Educación

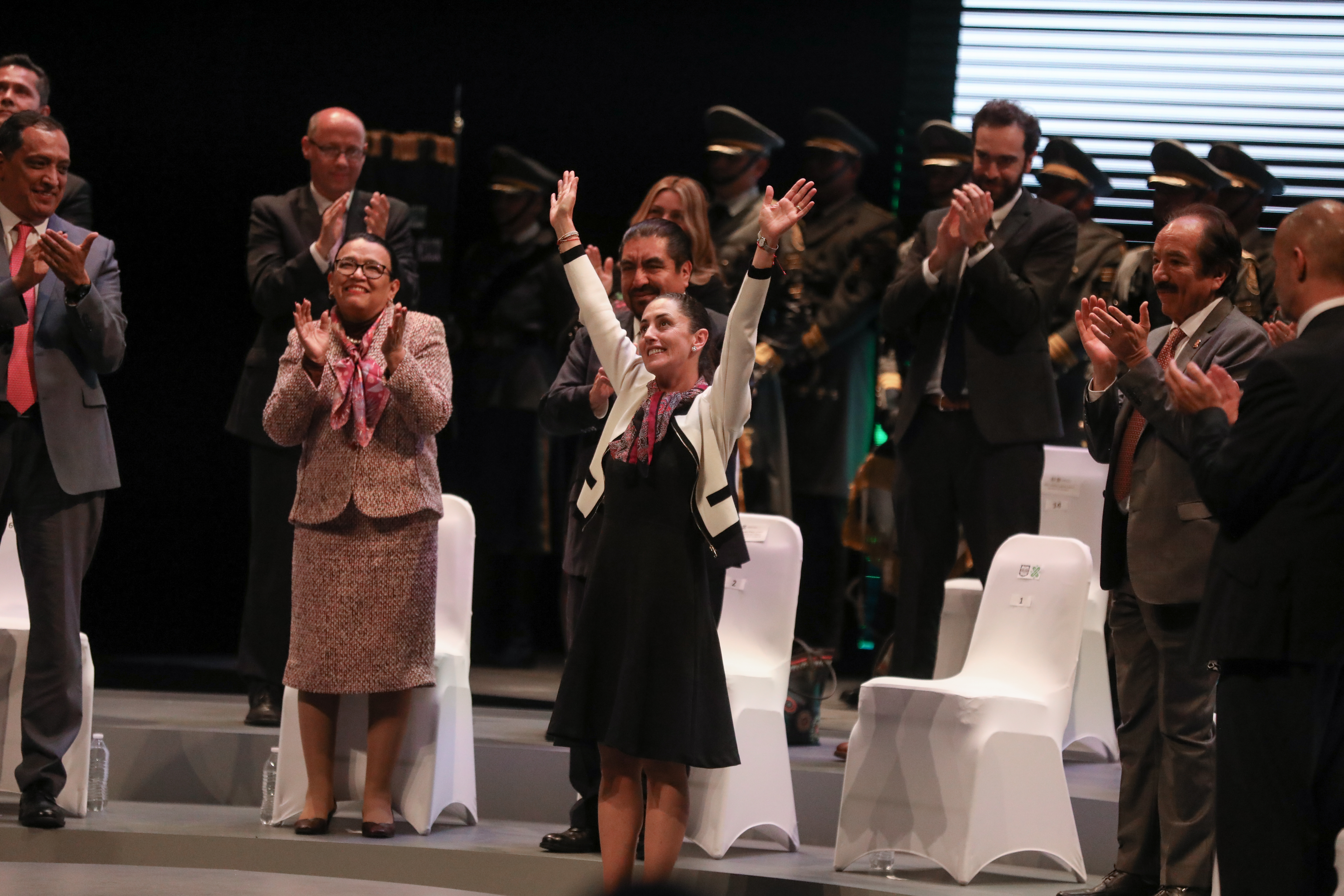
Después de rendir protesta como jefa de gobierno, Claudia Sheinbaum acudió al Teatro de la Ciudad de México para presentar a su gabinete y programa de gobierno.

Implementó diversos programas sociales, como «Mi Beca para Empezar» para 1.2 millones de estudiantes de educación preescolar a secundaria y, en 2022, esta política pública fue elevada a derecho constitucional en Ciudad de México. Además, se instalaron en barrios, colonias y pueblos de menor índice de desarrollo social, centros comunitarios denominados «Pilares», espacios que fomentan la educación, la formación para la autonomía económica, la cultura y el deporte. Este último galardonado por la Unesco.
En materia de educación superior, se crearon el Instituto de Estudios Superiores Rosario Castellanos y la Universidad de la Salud.

### Movilidad
En su discurso inaugural, anunció la cancelación de contratos de concesión de los Centros de Transferencia Modal debido a su falta de regulación. Además, se comprometió a reforzar la seguridad en el transporte público, modernizando las unidades y utilizando un sistema de GPS.

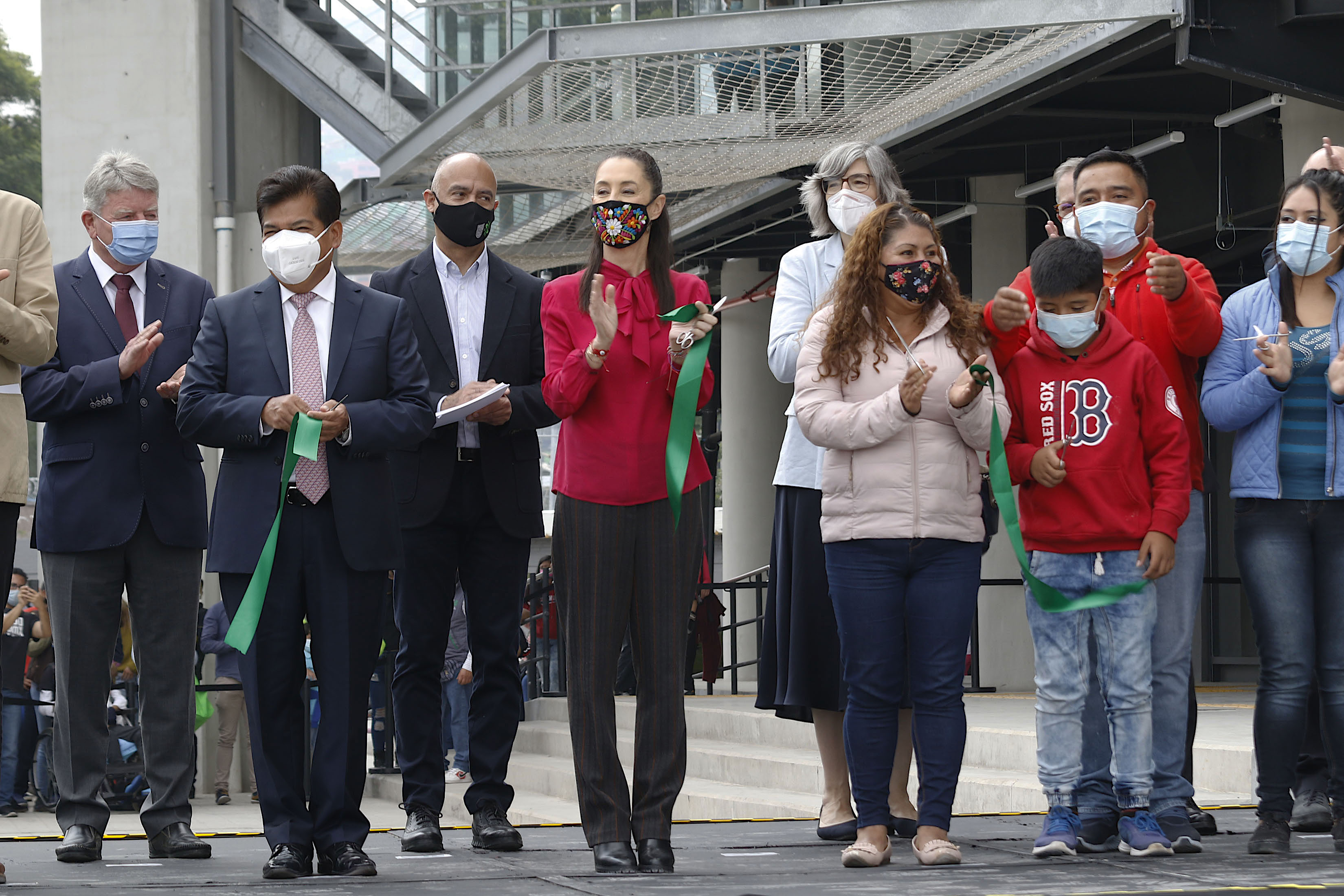
Sheinbaum durante la inauguración de la Línea 1 del Cablebús, el 11 de julio de 2021.

Su política de movilidad se centró en la inversión en transporte público y la modernización de la infraestructura vial. Al tomar el cargo anunció que la mayor inversión del gobierno se destinaría al transporte público. Durante su administración se implementaron diversos proyectos de infraestructura de movilidad con un «eje ambiental [...] que disminuya las emisiones que provocan el cambio climático», como el sistema Cablebús, el trolebús elevado, la compra de autobuses eléctricos de Metrobús y la renovación de la Red de Transporte de Pasajeros con unidades de bajas emisiones. Se implementó también una tarjeta única de movilidad para todos los sistemas de transporte público, se amplió la red de Metrobús en treinta y tres kilómetros, se renovó parte de su flota y se anunció que la Línea 3 sería totalmente eléctrica. Además, se impulsó el uso de bicicletas con la construcción de doscientos kilómetros de ciclovías, principalmente en la periferia de la ciudad, junto con seis estaciones para bicicletas y la adquisición de dos mil quinientas nuevas bicicletas para el sistema Ecobici.
También se llevó a cabo la modernización de la Línea 1 del Metro, que incluyó el cambio de vías, la adquisición de nuevos trenes y la implementación de un nuevo sistema de control. Adicionalmente, se renovaron las vías del tren ligero.
Además de la inversión en transporte público, anunció la construcción de puentes vehiculares para mejorar la conectividad vial. Destacan tres proyectos específicos: el puente de Cuemanco que conecta el Periférico Oriente con Canal Nacional, la incorporación que une el Circuito Interior con el Eje 6 y el puente Las Adelitas que conecta el Circuito Interior con Gran Canal.
Sheinbaum enfrentó diversos desafíos en materia de movilidad, particularmente en el Sistema de Transporte Colectivo (STC) Metro. Desde que asumió el cargo en 2018, se produjeron una serie de incidentes, algunos con consecuencias fatales, que han puesto en entredicho la seguridad y eficiencia del transporte público en la capital. Entre los eventos más significativos durante su mandato se encuentran el choque de trenes en la estación Tacubaya en marzo de 2020, el incendio en el Centro de Control del Metro en enero de 2021, y el colapso de un tramo elevado de la Línea 12 en mayo de 2021, que resultó en veintiséis fallecidos, el accidente más mortífero en la historia del Metro. En enero de 2023, ocurrió otro choque de trenes en la Línea 3, dejando una persona fallecida y 57 heridos.
Sheinbaum enfrentó críticas por la gestión del presupuesto destinado al transporte público. Aunque la mandataria afirmó que no hubo recortes y que se aumentaron los recursos para el Metro, los datos presupuestarios mostraron fluctuaciones en la asignación de fondos para diferentes sistemas de transporte entre 2018 y 2023.
Otros proyectos de infraestructura, como la ampliación de la Línea 12 hasta Observatorio, la construcción del Tren Interurbano México-Toluca y la Línea 3 del Cablebús, quedaron inconclusos al momento de su renuncia para buscar la candidatura presidencial de su partido.

### Seguridad
Desde su toma de posesión, anunció una transformación significativa en la seguridad pública de la Ciudad de México. Ordenó la desaparición del cuerpo de granaderos «para cumplir con una de las demandas del movimiento estudiantil de 1968» y la posterior transferencia de los elementos policiales a nuevos agrupamientos enfocados en protección civil, que no estuvieran orientados a la «represión de la población». Con la visión de fortalecer la seguridad en el ámbito más local, su administración se enfocó en restituir y potenciar las coordinaciones territoriales, las cuales habían sido desmanteladas en el gobierno anterior.
En su estrategia para mejorar la seguridad, Sheinbaum delineó cuatro pilares fundamentales con el objetivo de «devolver la paz y la seguridad a los habitantes de la ciudad». Este enfoque no solo pretendía combatir la violencia, sino también atender sus causas, integrando esta visión con políticas educativas, como la creación de los centros comunitarios Pilares, que buscan fortalecer el tejido social y prevenir la delincuencia.

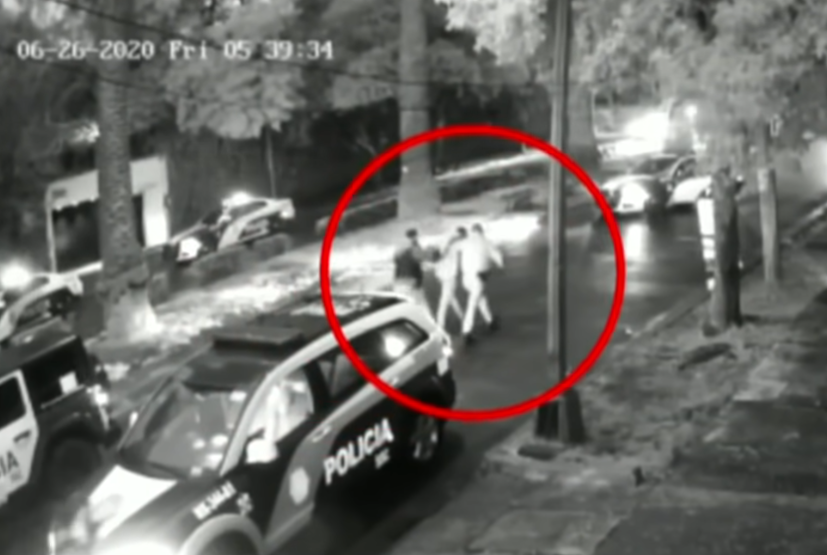
La policía arresta a uno de los agresores que atentaron contra Omar García Harfuch, 26 de junio de 2020.

Durante su administración enfrentó varios desafíos en materia de seguridad. Su gestión vio la renuncia y posterior orden de aprehensión contra Jesús Orta, extitular de la Secretaría de Seguridad Ciudadana, por acusaciones de corrupción durante su tiempo en la Policía Federal. La fuga de tres reos del Cártel de Sinaloa y el feminicidio de Ingrid Escamilla, que conmocionó a la sociedad por la difusión de imágenes del crimen, también marcaron este periodo.
En cuanto a las estrategias implementadas, se destaca la llegada de Omar García Harfuch como nuevo secretario de Seguridad Ciudadana, quien reportó una disminución general en los delitos del fuero común, incluyendo el homicidio doloso y diversos tipos de robo, atribuyéndose este éxito a la implementación de inteligencia táctica y operativa, así como a la coordinación con la Fiscalía General de la Ciudad de México. Sin embargo, expertos en seguridad, sugirieron que estas cifras podrían estar influenciadas por el cambio en la dinámica social debido a la pandemia de COVID-19, más que por la eficiencia de las estrategias de seguridad.

#### Violencia de género
En 2019, Sheinbaum declaró la alerta de violencia de género en la Ciudad de México, una respuesta directa al clamor por atención a la violencia contra las mujeres. Esta decisión vino acompañada de la creación de la línea de atención SOS *765 y la construcción de 710 kilómetros de senderos seguros bajo el lema «Camina libre, camina segura», diseñados para garantizar la seguridad de las mujeres en sus desplazamientos por la ciudad.

#### Desarme voluntario
Impulsó el programa «Sí al desarme, sí a la paz» con el propósito de reducir significativamente la cantidad de armas de fuego en poder de la población civil y, en consecuencia, disminuir los delitos vinculados a estas. El programa permite a los ciudadanos canjear sus armas, ya fueran adquiridas legal o ilegalmente, por dinero en efectivo de manera anónima. Bajo la dirección de Sheinbaum, el programa logró recuperar un total de 6546 armas, de las cuales 1315 eran armas largas. Además, se implementó una iniciativa dirigida a niños y niñas, donde se intercambiaban juguetes bélicos por otros didácticos.

#### Combate a la delincuencia organizada
Desde 2007, México ha experimentado un notable incremento en las muertes violentas y ha continuado en los años siguientes. Durante este período, la Ciudad de México, ha pasado de sufrir problemas de delincuencia común, como asaltos y robos, a enfrentar también la actividad de bandas criminales asociadas al tráfico de drogas.
La administración de Sheinbaum enfocó sus esfuerzos en combatir grupos criminales como el Cartel de Jalisco Nueva Generación, la Unión Tepito y la Fuerza Anti Unión, logrando la detención de varios de sus líderes. Analistas consideraron que estas acciones demostraron la eficacia de la estrategia de inteligencia implementada por García Harfuch.
Otro punto importante fue el despliegue gradual de la Guardia Nacional en la Ciudad de México. Algunos expertos consideraron que la política de seguridad tuvo un impacto positivo en la disminución de delitos, mientras que otros consideraron que aún no hay evidencia suficiente para determinar la efectividad de la Guardia Nacional en la disminución de la violencia, y que su presencia podría responder más a un discurso preventivo que a resultados concretos.

### Gestión de crisis

#### Respuesta a la pandemia de COVID-19

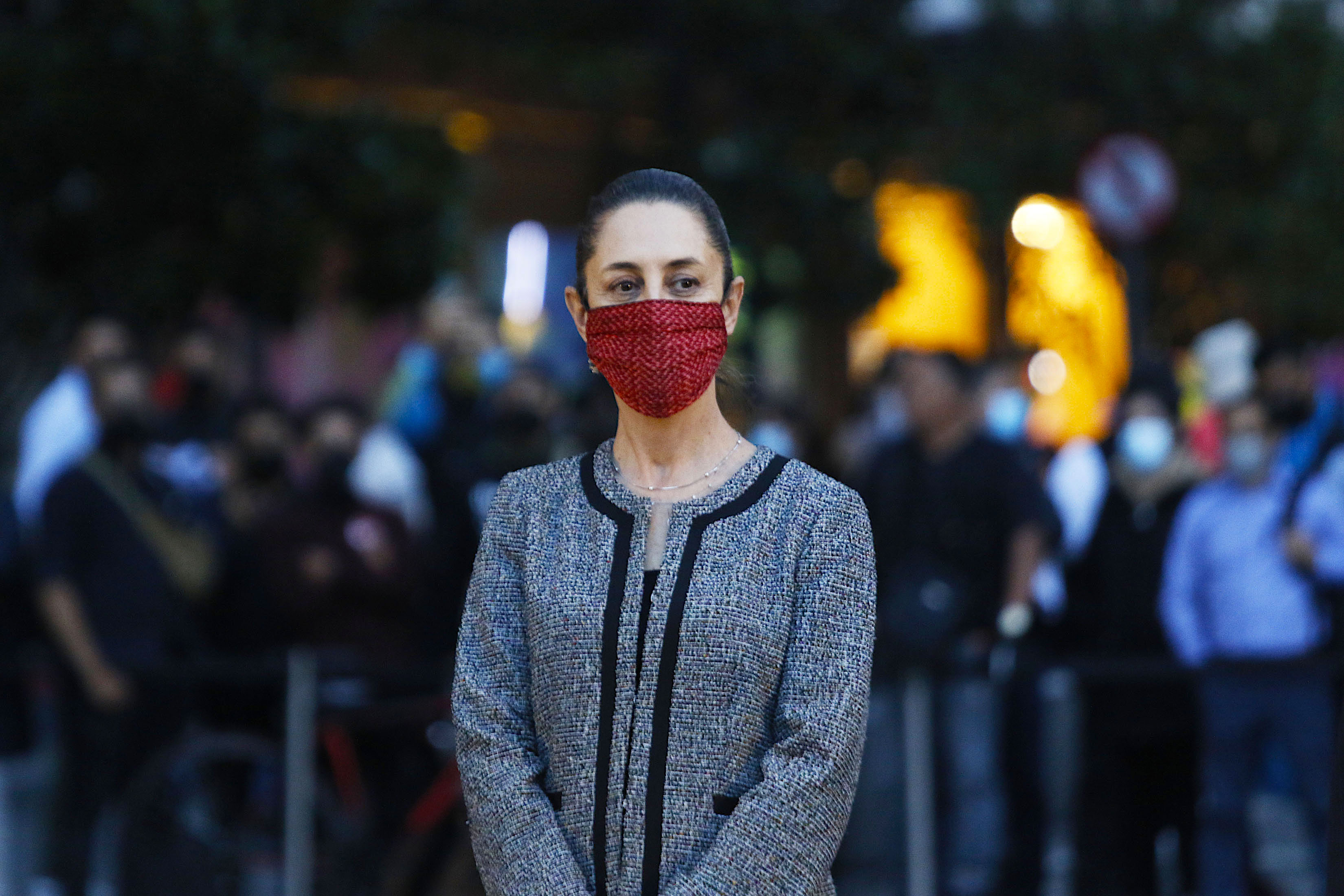
Retratada usando un cubrebocas durante la pandemia de COVID-19 en México, el 12 de agosto de 2021.

Frente a la emergencia sanitaria por la COVID-19, desplegó una estrategia para prevenir, mitigar, atender y controlar los efectos de la pandemia en el ámbito de la salud y la economía en todos los sectores de la ciudadanía. En la Ciudad de México logró una de las mayores tasas de vacunación a nivel internacional. Por la gestión de la pandemia, la Ciudad de México fue reconocida por la UNESCO con el premio «Netexplo Linking Cities 2021».

#### Colapso en la Línea 12 del Metro de la Ciudad de México
En la alcaldía Tláhuac, hacia las 22:22 horas del lunes 3 de mayo de 2021, colapsaron varias trabes, parte de las vías y dos vagones del tramo aéreo de la Línea 12 («Línea Dorada») del Metro de la Ciudad de México, entre las estaciones Olivos y Tezonco, sobre la Avenida Tláhuac, en el límite entre las alcaldías Iztapalapa y Tláhuac. El saldo del accidente fue de veintiséis fallecidos, ochenta heridos y cinco desaparecidos.
La Línea 12 fue inaugurada el 30 de octubre de 2012 por el entonces jefe de Gobierno de la Ciudad de México, Marcelo Ebrard Casaubón, y el entonces presidente de México, Felipe Calderón Hinojosa.
Desde semanas antes de la inauguración, se detectaron fallas de construcción, por lo que a lo largo de más de tres años fue necesario suspender el servicio de transporte varias veces, reperfilar algunos tramos de vías, sustituir rieles, y dar mantenimiento mayor; la mayor parte de dichos trabajos fueron ejecutados durante la gestión de Miguel Ángel Mancera como jefe de Gobierno de la Ciudad de México.[cita requerida]
El 4 de mayo de 2021, el canciller de México, Marcelo Ebrard, expresó que la obra fue entregada definitivamente en julio de 2013, luego de revisiones efectuadas durante siete meses, y manifestó su disposición para responder y colaborar ante cualquier solicitud de las autoridades.
La empresa noruega Det Norske Veritas (DNV), encargada de investigar las causas del colapso, detectó que una de las vigas que se vinieron abajo el día mencionado, ya presentaba fallas estructurales desde antes del terremoto de 19 de septiembre de 2017, factor que había causado problemas en el tramo elevado de la Línea que colapsó.
El 28 de junio de 2021, la directora general del Metro de la Ciudad de México, Florencia Serranía Soto, quien había asumido el cargo el 5 de diciembre de 2018, fue despedida por Claudia Sheinbaum.
El 15 de enero de 2023 el tramo subterráneo de la Línea 12 fue reabierto en sus nueve estaciones, su reapertura fue certificada por la empresa internacional TÜV Rheinland y el Consejo Consultivo del Metro.

## Campaña a la presidencia de México en 2024

### Nominación

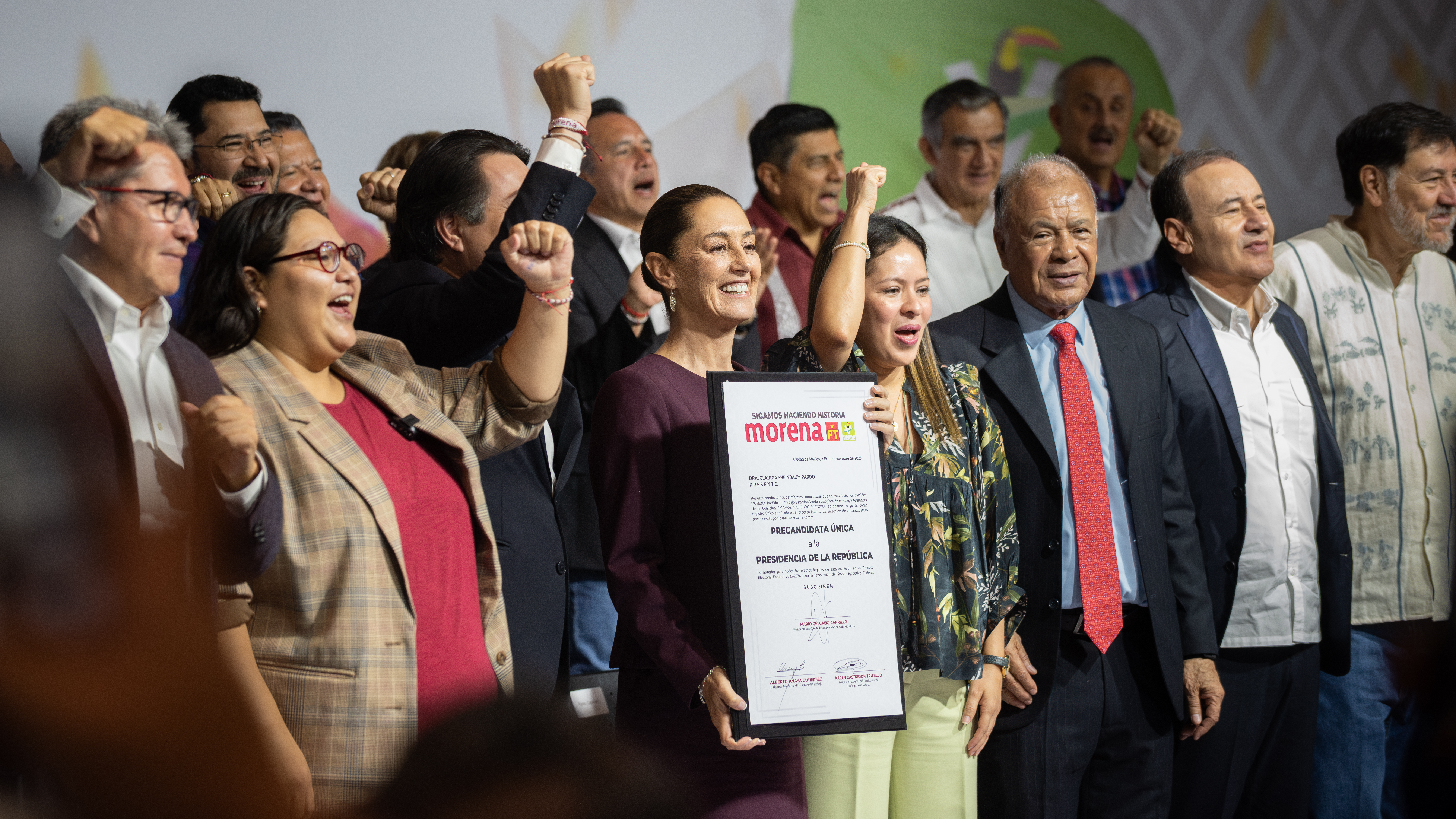
Sheinbaum fotografiada el 19 de noviembre de 2023, mostrando su certificado de confirmación a su candidatura presidencial como parte de «Sigamos Haciendo Historia».

El 12 de junio de 2023, Sheinbaum anunció que renunciaría a su cargo como jefa de gobierno de la Ciudad de México el 16 de junio, con el fin de contender en el proceso de selección interna para elegir a un candidato presidencial de facto de «Juntos Hacemos Historia», una coalición que abarca a Morena, el Partido del Trabajo y el Partido Verde Ecologista de México.
El proceso interno de la coalición consistió en cinco consultas realizadas entre el 28 de agosto y el 4 de septiembre. El 6 de septiembre, Sheinbaum fue declarada ganadora, con 39.38 % de los votos y superando a su oponente más cercano, el exsecretario de Relaciones Exteriores Marcelo Ebrard, por alrededor de trece puntos. El 19 de noviembre de 2023, Sheinbaum se registró como precandidata única de «Sigamos Haciendo Historia»; posteriormente se formalizó su inscripción ante el Instituto Nacional Electoral (INE) el 18 de febrero de 2024.

### Elección federal

Sheinbaum en el arranque de su campaña en el Zócalo de la Ciudad de México, el 1 de marzo de 2024.

El 1 de marzo de 2024, Sheinbaum comenzó su campaña en el Zócalo, delineando sus propuestas y enfatizando su compromiso de continuar con las políticas de la Cuarta Transformación del presidente Andrés Manuel López Obrador. Se comprometió a aprobar las dieciocho reformas constitucionales propuestas por López Obrador a principios de ese año, que incluyen aumentar el salario mínimo por encima de la inflación, elevar los programas sociales a ley constitucional y elegir a los miembros del poder judicial por voto popular. También propuso replicar su estrategia de seguridad en Ciudad de México en todo el país, introducir una enmienda constitucional para impedir la reelección a cualquier cargo de elección popular, e implementar nuevos programas sociales para estudiantes desde la educación preescolar hasta la secundaria, y para mujeres de 60 a 64 años de edad.
Durante los debates y la campaña, Sheinbaum fue acusada por Xóchitl Gálvez, candidata de la coalición opositora «Fuerza y Corazón por México», de ser la culpable del colapso del Colegio Rébsamen durante el sismo de Puebla de 2017, de la caída del paso elevado del Metro de Ciudad de México, y del exceso de muertes durante la pandemia de COVID-19 en Ciudad de México.
Diversas encuestas indicaron consistentemente que Sheinbaum tenía una ventaja sustancial contra su principal oponente, Xóchitl Gálvez. Durante los tres debates presidenciales, varios comentaristas elogiaron su actitud tranquila ante las provocaciones de Gálvez.
La elección se llevó a cabo el 2 de junio de 2024, y Sheinbaum fue proyectada como ganadora por el conteo rápido del INE a las 11:50 CST, lo que la convirtió en la virtual presidenta electa. El 6 de junio, los recuentos finales de votos confirmaron que Sheinbaum ganó con una ventaja de 32 puntos. Obtuvo el mayor número de votos jamás registrado para un candidato en la historia democrática de México, ganando en 31 de los 32 estados y asimismo logró el porcentaje de votación más alto en una elección presidencial desde las federales de 1982.

### Transición presidencial

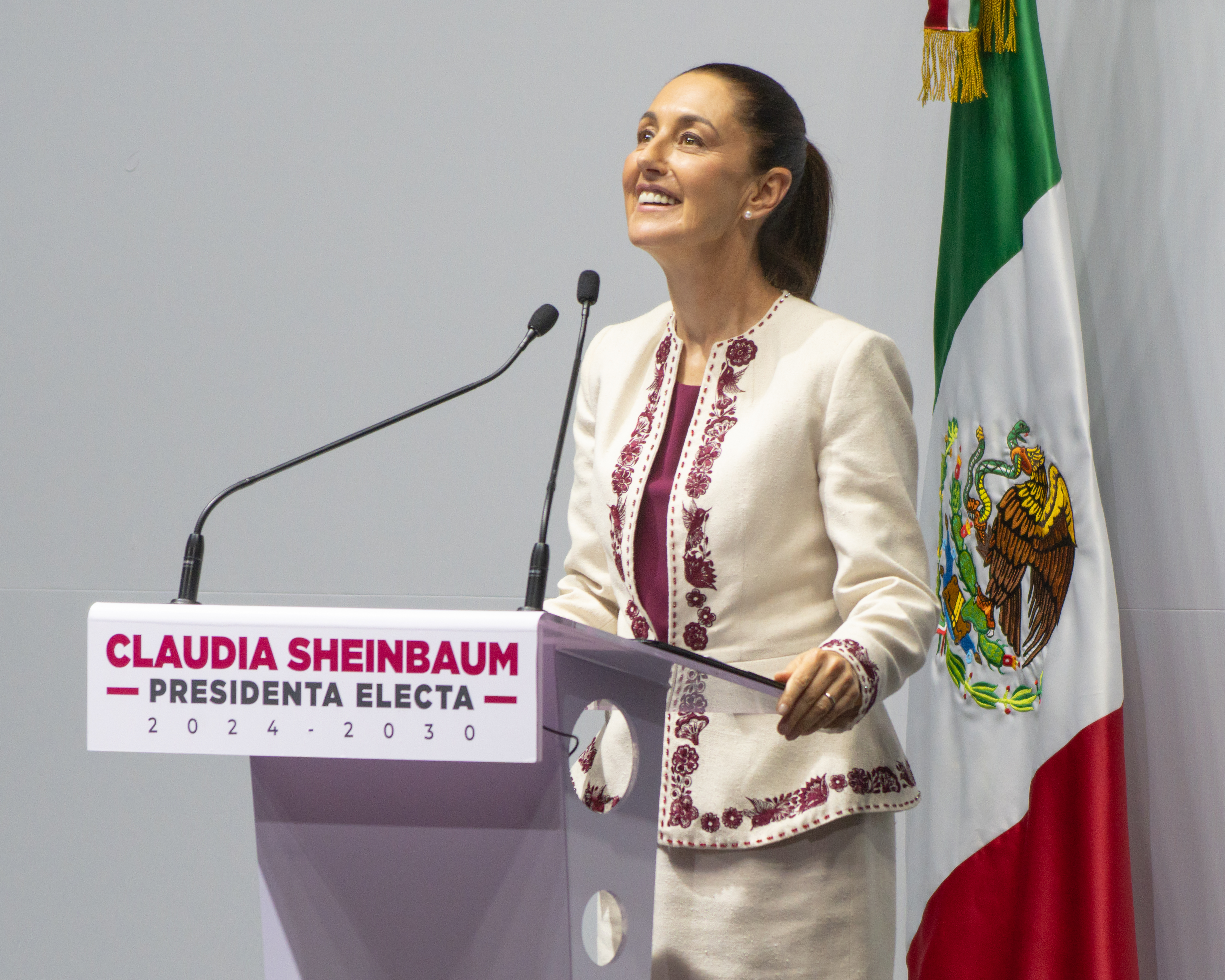
Sheinbaum durante un evento para celebrar su declaración como presidenta electa de México, el 15 de agosto de 2024.

Tras su victoria, se reunió con el presidente López Obrador para delinear la transición presidencial y su agenda legislativa para los primeros meses de su administración. Detalló que entre sus prioridades se hallaban nuevos programas sociales para estudiantes de primaria y mujeres de 60 a 64 años, modificaciones al sistema de pensiones para empleados públicos, y la prohibición de la reelección a cualquier cargo de elección popular. Si bien Sheinbaum expresó su apoyo a la reforma judicial de López Obrador, acordó abrir nueve foros de discusión para abordar sus aspectos más polémicos.
El 20 de junio, anunció los primeros nombramientos de su gabinete, mismos que fue revelando en seis fases. A inicios de agosto, se reunió con gobernadores y gobernadores electos para delinear proyectos clave para su presupuesto de 2025. Sheinbaum también se comprometió a continuar con las conferencias de prensa matutinas de López Obrador, conocidas como Las Mañaneras, que tendrían inicio a las 7:00 CST.
El 1 de septiembre, luego de la toma de posesión de la LXVI Legislatura, varias de sus promesas de campaña derivadas del «Plan C» de López Obrador fueron aprobadas total o parcialmente por el Congreso. La reforma judicial y la transferencia de la Guardia Nacional a la Secretaría de la Defensa Nacional fueron avaladas por ambas cámaras, mientras que los aumentos del salario mínimo por encima de la inflación y la elevación de ciertos programas sociales a rango constitucional fueron aceptadas únicamente por la Cámara de Diputados.

## Presidenta de México (2024-2030)

### Toma de protesta

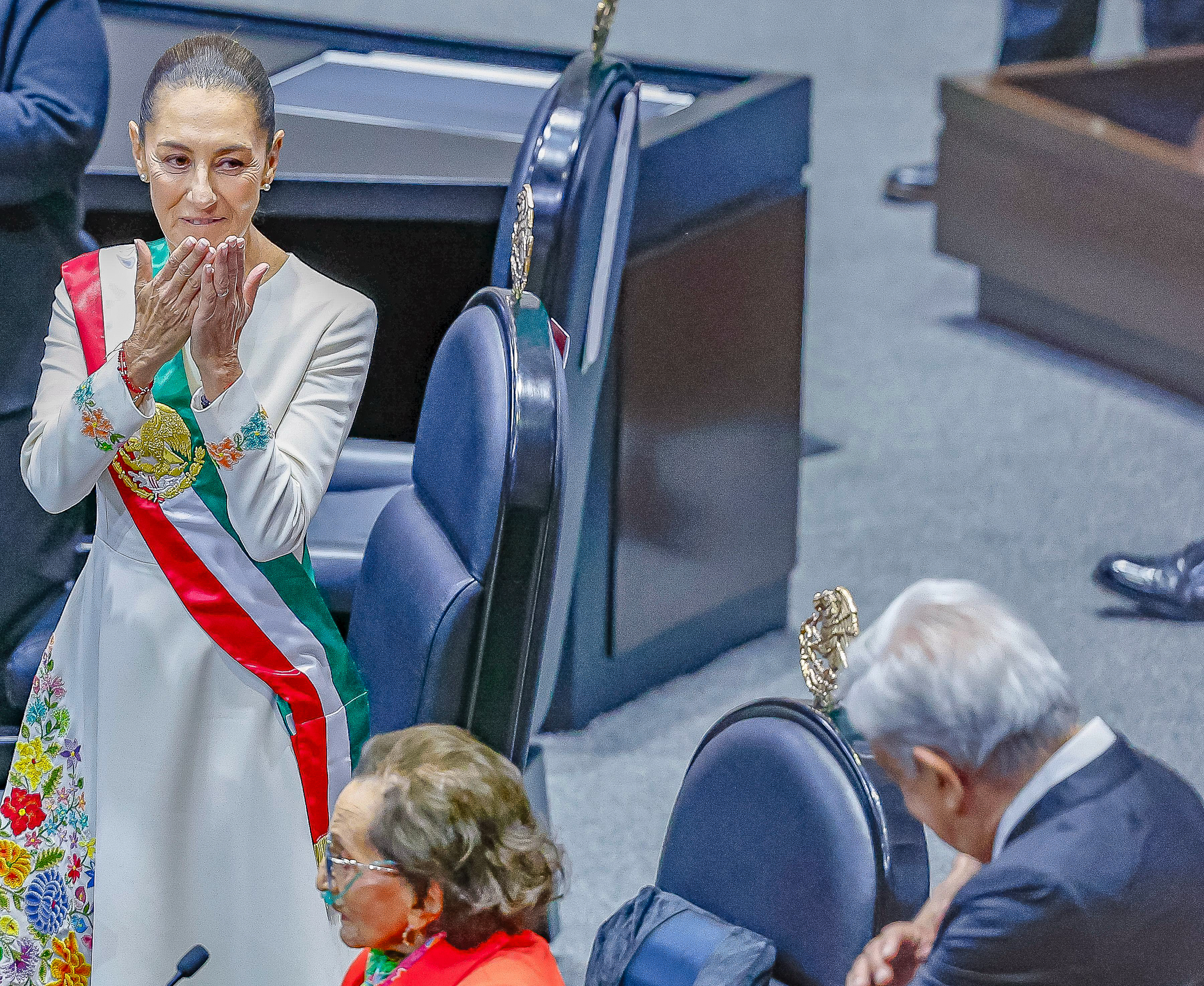
Claudia Sheinbaum portando la banda presidencial de México en su toma de protesta, el 1 de octubre de 2024. Al centro se encuentra Ifigenia Martínez y a la derecha inferior Andrés Manuel López Obrador.

Rindió protesta como presidenta el 1 de octubre de 2024, convirtiéndose en la primera persona de ascendencia judía y la primera mujer mexicana en ocupar el cargo desde que se permitió el voto femenino en 1953. La banda presidencial le fue entregada por Ifigenia Martínez, presidenta del Congreso de la Unión y figura destacada de la izquierda mexicana. En su discurso ante el Congreso, Sheinbaum agradeció a López Obrador, destacó su histórica elección como la primera mujer a la presidencia, prometió políticas fiscales responsables y tranquilizó a los inversionistas extranjeros.
A su toma de protesta asistieron 105 representantes de diversos países, incluidos 16 jefes de Estado y 23 delegados de organizaciones internacionales. Entre los asistentes más notables se encontraron el presidente brasileño Lula da Silva, el presidente chileno Gabriel Boric, el presidente colombiano Gustavo Petro, el expresidente alemán Christian Wulff, la candidata presidencial ecuatoriana Luisa González y la primera dama estadounidense Jill Biden. El rey Felipe VI de España no fue invitado, lo que generó controversia, ya que Sheinbaum alegó que esto se había hecho debido a su nula respuesta a la carta que López Obrador le escribió y envió en 2019, solicitando el reconocimiento a los agravios ocurridos durante la conquista española en el siglo XVI. Esto provocó un boicot por parte del gobierno español.

### Política interior

#### Bienestar nacional

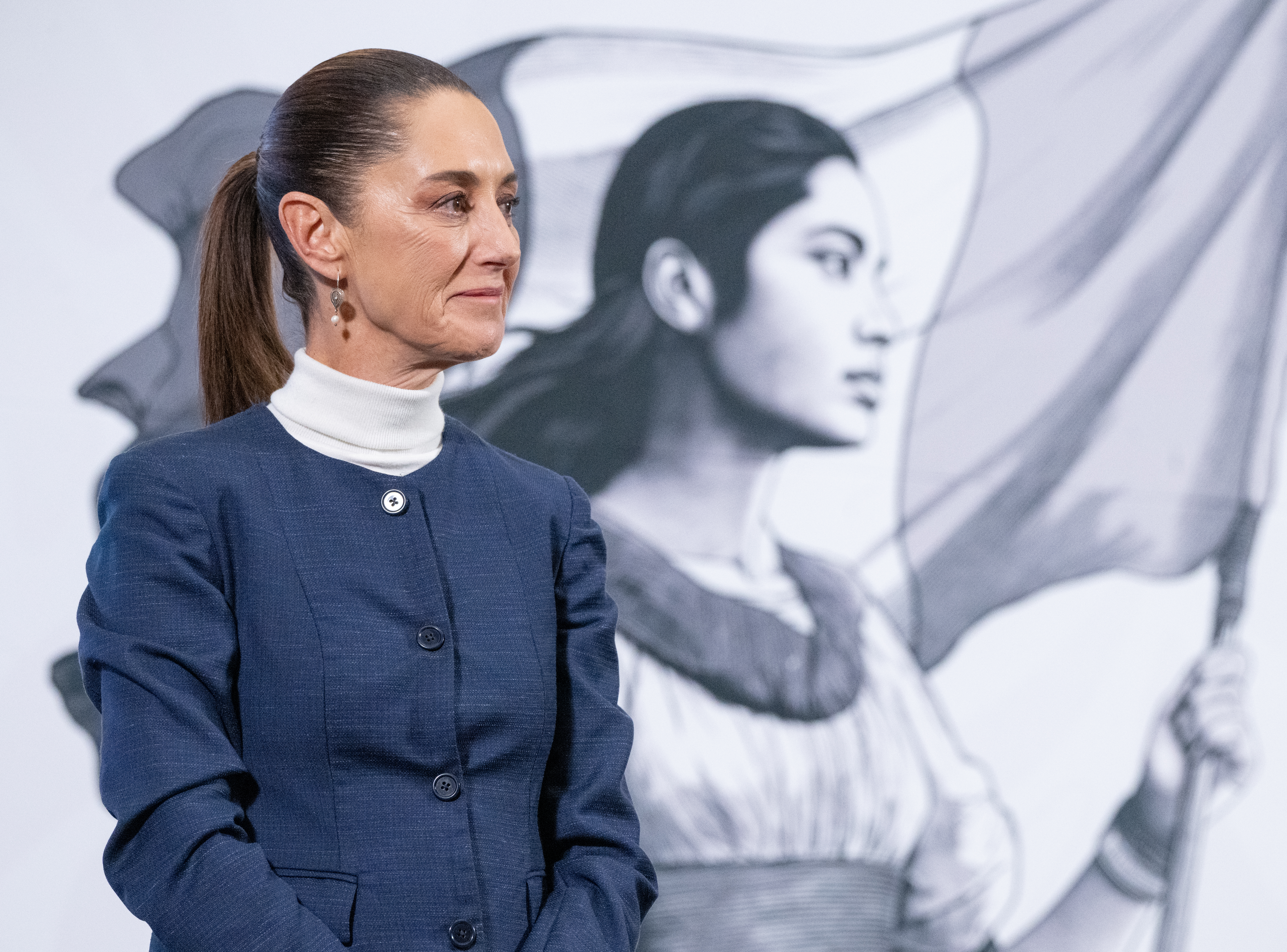
Sheinbaum en febrero de 2025.

Durante su primer mes de mandato, adelantó la presentación de un nuevo programa social con inicio en 2025, la Pensión Mujeres Bienestar, comentando que su fin sería brindar asistencia financiera bimensual a mujeres mayores de 60 a 64 años. También renombró la Beca Benito Juárez a Beca Universal Rita Cetina Gutiérrez, y amplió el programa con la intención de otorgar apoyo económico bimestral a todas las familias con hijos que estudian en el sistema público de educación básica.
El 22 de octubre de 2024, Sheinbaum anunció la fusión de SEGALMEX y DICONSA a Alimentación para el Bienestar, con el objetivo de apoyar a los pequeños productores locales, ofrecer productos de calidad a precios asequibles y contribuir a la autosuficiencia alimentaria. Con la fusión, las más de 24 500 tiendas DICONSA, presentes en el 90 % de los municipios del país, serán reorganizadas, rehabilitadas y renombradas como Tiendas del Bienestar para Generar Felicidad.

#### El crimen y combate a las drogas
Sheinbaum reiteró su compromiso de evitar una nueva guerra contra el narcotráfico y las ejecuciones extrajudiciales, y enfatizó que mantendría la estrategia de «abrazos, no balazos» de su antecesor. Afirmó que su enfoque estaría en la prevención, la inteligencia y la presencia de autoridades, tal como lo hizo cuando era Jefa de Gobierno de Ciudad de México.
Semanas antes de su toma de protesta como presidenta, estalló un violento conflicto entre dos facciones del Cártel de Sinaloa en Sinaloa. En respuesta, Sheinbaum, como presidenta, envió un grupo de trabajo compuesto por soldados del Ejército mexicano, miembros de la Guardia Nacional y agentes del Centro Nacional de Inteligencia para abordar la violencia. Fueron capturados varios personajes de alto rango del cártel, entre ellos «El Caño» y «El Max». En medio de un tiroteo en el que murieron 19 miembros del cártel, Sheinbaum amparó los asesinatos como el derecho del ejército a defenderse.

#### Energías
El 30 de octubre de 2024, publicó una enmienda constitucional que restablece la Comisión Federal de Electricidad (CFE) y Pemex como entidades públicas, revirtiendo en la práctica gran parte de la reforma energética de 2013. La enmienda ordena que la CFE mantenga una participación del 54 % en la generación de electricidad, y que el 46 % restante sea administrado por empresas privadas en condiciones reguladas para priorizar las necesidades públicas sobre las ganancias.

#### Infraestructura
Sheinbaum se comprometió a ampliar aún más la red ferroviaria de pasajeros de México, publicando una enmienda constitucional que restableció la autoridad del Estado mexicano para utilizar líneas ferroviarias para servicios de transporte de pasajeros. En octubre de 2024, anunció el inicio de la construcción de dos importantes líneas ferroviarias: la línea México-Pachuca, que conectaría al Aeropuerto Internacional Felipe Ángeles con Pachuca, y la línea México-Querétaro, que uniría a la Ciudad de México con el Aeropuerto Intercontinental de Querétaro.
Sheinbaum ha continuado la práctica de su predecesor de emplear al Cuerpo de Ingenieros Militares de la SEDENA para construir proyectos de infraestructura gubernamental..

#### Movimientos sociales

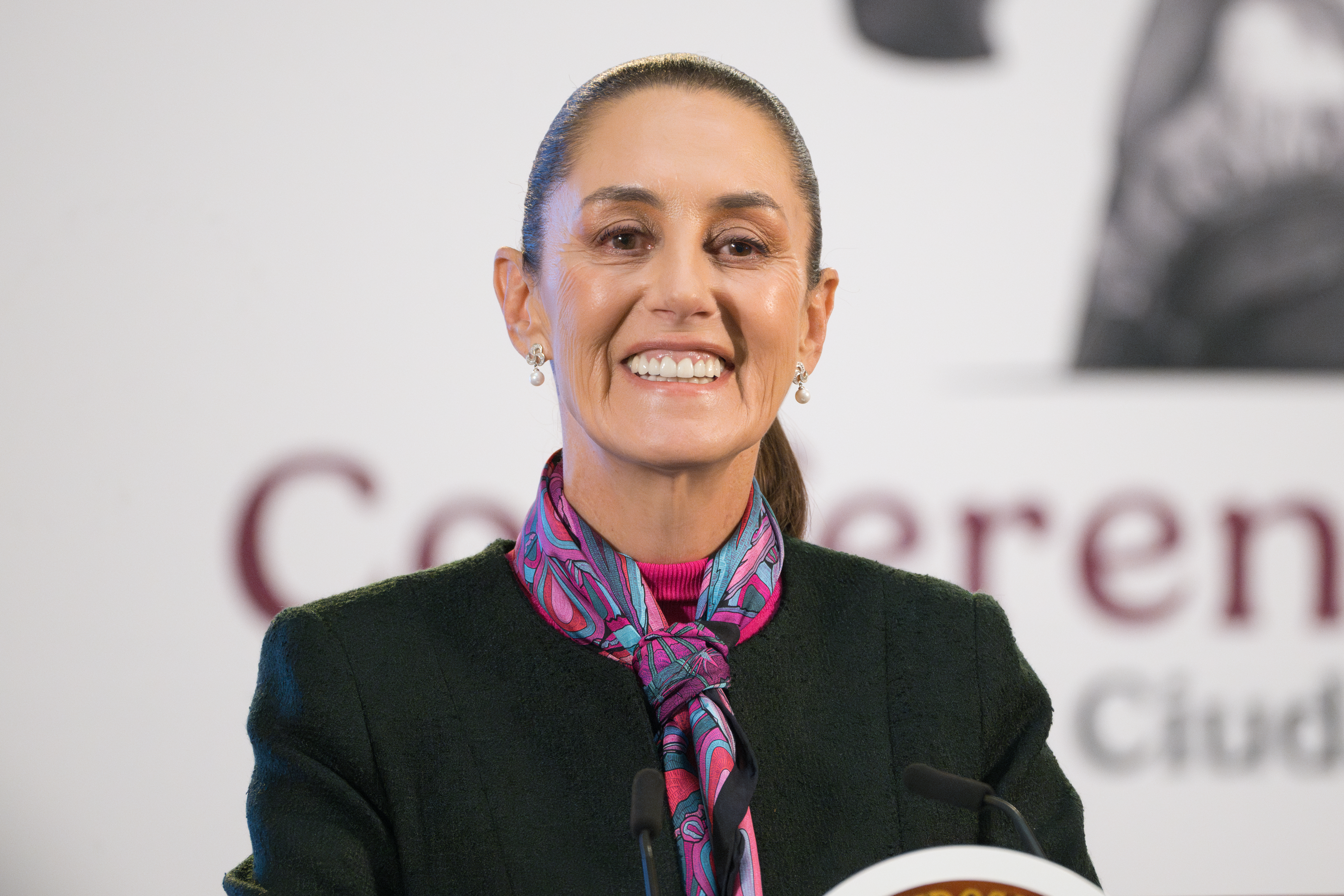
Presentando La Mañanera del Pueblo del 11 de octubre de 2024.

El 2 de octubre, realizó su primera conferencia matutina con el título La Mañanera del Pueblo, donde rememoró a los fallecidos en la masacre de Tlatelolco en 1968.

#### Reforma gubernamental
Al asumir el cargo, Sheinbaum apoyó abiertamente el proyecto de reforma judicial aprobado por Andrés Manuel López Obrador en sus últimas semanas como presidente, a pesar de los continuos recursos legales que buscaban revocarlo. Mientras la Suprema Corte se preparaba para dictaminar sobre el proyecto de ley, Sheinbaum afirmó que el poder judicial carecía de autoridad sobre las enmiendas constitucionales. El 31 de octubre de 2024, publicó un proyecto de ley que consagra la supremacía constitucional, limitando las impugnaciones legales a las enmiendas constitucionales estrictamente a motivos procesales.
El 1 de noviembre de 2024, Sheinbaum envió una iniciativa al Congreso solicitando cambios a la estructura del gabinete de México. Los cambios incluyen la creación de una Secretaría de las Mujeres, que reemplazaría al Instituto Nacional de las Mujeres; una Secretaría de Ciencia, Humanidades, Tecnología e Innovación, que sucedería al Consejo Nacional de Humanidades, Ciencias y Tecnologías; y una Agencia de Transformación Digital y Telecomunicaciones. La Secretaría de la Función Pública se reestructuraría como la Secretaría de Anticorrupción y Buen Gobierno, asumiendo las responsabilidades y la autoridad del Instituto Nacional de Transparencia, Acceso a la Información y Protección de Datos Personales (INAI).

### Política exterior

#### Estados Unidos
En octubre de 2024, se reanudaron las relaciones con el embajador estadounidense, que habían sido suspendidas debido a las críticas de éste a la reforma judicial. Sheinbaum describió los nuevos protocolos diplomáticos que se requerían para que el embajador, Ken Salazar, se comunicara con la Secretaría de Relaciones Exteriores para interactuar con el gobierno federal, y señaló que anteriormente, Salazar se había comunicado directamente con miembros del Gabinete de México. El 6 de noviembre, felicitó al presidente electo de Estados Unidos, Donald Trump, por su triunfo en las elecciones presidenciales.

#### Guerra entre Israel y Hamás
El 12 de octubre de 2024, expresó su apoyo a la solución de dos Estados, enfatizando que reconocer tanto a Israel como a Palestina era necesario para lograr la paz en el Medio Oriente. También condenó el ataque del 7 de octubre encabezado por Hamás contra Israel, la violencia posterior contra Gaza, y otros actos de agresión en la región. Al igual que su predecesor, Sheinbaum mantuvo una postura de neutralidad y pidió un papel más proactivo de las Naciones Unidas.

#### Visitas al extranjero y recepciones en el país
Las primeras reuniones como jefa de estado que sostuvo con sus pares extranjeros, ocurrieron en el contexto de su toma de protesta; estos fueron Bernardo Arévalo (Guatemala), Johnny Briceño (Belice), Luis Arce (Bolivia), Luiz Inácio Lula da Silva (Brasil), Gabriel Boric (Chile), Gustavo Petro (Colombia), Miguel Díaz-Canel (Cuba), Roosevelt Skerrit (Dominica), Luis Abinader (República Dominicana), Nana Akufo-Addo (Ghana), Xiomara Castro (Honduras), Mohamed Menfi (Libia), Santiago Peña (Paraguay),  Bucharaya Hamudi Beyun (República Saharaui) y Philip J. Pierre (Santa Lucía).
El primer viaje al exterior ocurrió en el mes de noviembre de 2024, cuando se trasladó a Río de Janeiro, Brasil, para participar en la 19.ª cumbre de jefes de Estado y de gobierno del G20. En ella la presidenta propuso destinar el uno por ciento del gasto militar mundial en un programa global de reforestación, para mitigar los efectos del Calentamiento global; además sugirió la reforma al Consejo de Seguridad de las Naciones Unidas para ampliar la representación de África, América Latina y los estados insulares. Paralelos a la cumbre, celebró encuentros con distintos mandatarios, siendo estos Prabowo Subianto de Indonesia, Yoon Suk-yeol de Corea del Sur, Recep Tayyip Erdoğan de Turquía, Anthony Albanese de Australia, Joe Biden de Estados Unidos, Justin Trudeau de Canadá, Xi Jinping de China, Gustavo Petro de Colombia, Phạm Minh Chính de Vietnam, Emmanuel Macron de Francia, Gabriel Boric de Chile y el anfitrión Luiz Inácio Lula da Silva.
En el marco de las tradicionales cumbres de jefes de Estado y de gobierno a las que suelen asistir los mandatarios mexicanos, en el mismo noviembre de 2024, se realizaron dos a las que no asistió la presidenta Sheinbaum. Primero, entre los días 12 y 15, la XXIX Cumbre Iberoamericana en Cuenca, Ecuador; a ella México no envió ningún representante, debido al rompimiento de relaciones entre este y el país anfitrión. Después, entre el 15 y 16, en Lima, Perú, se llevó a cabo la Cumbre de líderes de la APEC; en esta se envió como representante al subsecretario de comercio internacional, dentro de la secretaría de Economía, Luis Rosendo Gutiérrez, debido al alejamiento entre México y el país sede desde la deposición de Pedro Castillo. No obstante ambas citas internacionales estuvieron marcadas por el ausentismo, entre otras cosas, por el empalme de fechas de estas dos y la anteriormente mencionada cumbre del G-20.

## Publicaciones académicas
Es autora de más de cien publicaciones especializadas y de un libro en los temas de energía, medio ambiente y desarrollo sustentable, entre otros:
- Problemática ambiental de la Ciudad de México, Sheinbaum Pardo, Claudia. Limusa-Instituto de Ingeniería, UNAM. 2008. ISBN 978-607-5-00049-7
- Solís Ávila, Juan Carlos; Sheinbaum Pardo, Claudia (2016). Consumo de energía y emisiones de CO 2 del autotransporte en México y escenarios de mitigación 32 (1). Revista internacional de contaminación ambiental. pp. 147-149. ISSN 0188-4999.
- Huesca Pérez, María Elena; Sheinbaum Pardo, Claudia; Köppel, Johann (2016). Social implications of siting wind energy in a disadvantaged region – The case of the Isthmus of Tehuantepec, Mexico 58. Renewable and Sustainable Energy Reviews. pp. 952-965. doi:10.1016/j.rser.2015.12.310.
- Sheinbaum Pardo, Claudia (2016). Decomposition analysis from demand services to material production: The case of CO2 emissions from steel produced for automobiles in Mexico 174. Applied Energy. pp. 245-255. doi:10.1016/j.apenergy.2016.04.107.
- Martínez Montejo, Samuel A.; Sheinbaum Pardo, Claudia (2016). The impact of energy efficiency standards on residential electricity consumption in Mexico 32. Energy for Sustainable Development. pp. 50-61. doi:10.1016/j.esd.2016.02.010.
- Imaz, Mariana; Sheinbaum Pardo, Claudia (2016). Science and technology in the framework of the sustainable development goals 14 (2). World Journal of Science. pp. 50-61. doi:10.1108/WJSTSD-04-2016-0030.
- Chatellier-Lorentzen, Diego; Sheinbaum Pardo, Claudia (2017). Assessing the Impacts of Final Demand on CO2-eq Emissions in the Mexican Economy: An Input-Output Analysis 9. Energy and Power Engineering. pp. 40-54. doi:10.4236/epe.2017.91004.
- Rojas-Cárdenas, JC; Sheinbaum Pardo, Claudia; Hasanbeigi, A.; Price, L. (2017). Energy efficiency in the Mexican iron and steel industry from an international perspective 158. Journal of Cleaner Production. pp. 335-348. doi:10.1016/j.jclepro.2017.04.092.
- Rosas, J.; Sheinbaum Pardo, Claudia; Morillón, D. (2010). The structure of household energy consumption and related CO2 emissions by income group in Mexico 14 (2). Energy for Sustainable Development. pp. 127-133. doi:10.1016/j.esd.2010.04.002.
- Ruíz Mendoza, B.J.; Sheinbaum Pardo, Claudia (2010). Electricity sector reforms in four Latin-American countries and their impact on carbon dioxide emissions and renewable energy 38 (11). Energy Policy. pp. 6755-6766. doi:10.1016/j.enpol.2010.06.046.
- Ruíz, B.J.; Sheinbaum Pardo, Claudia; Ozawa, L. (2011). Energy consumption and related CO2 emissions in five Latin American countries: Changes from 1990 to 2006 and perspectives 36 (6). Energy. pp. 3629-3638. doi:10.1016/j.energy.2010.07.023.
- Masera, O.; Sheinbaum Pardo, Claudia (2000). Mitigating Carbon Emissions while Advancing National DevelopmentPriorities: The Case of Mexico 47 (3). Climatic Change. pp. 259-282. doi:10.1023/A:1005610923555.
- Ozawa, L.; Sheinbaum Pardo, Claudia (1998). Energy use and CO2 emissions for Mexico's cement industry 23 (9). Energy. pp. 725-732. doi:10.1016/S0360-5442(98)00022-X.
- Ozawa, L.; Sheinbaum Pardo, Claudia; Martin, N.; Worrell, E. (2002). Energy use and CO2 emissions in Mexico's iron and steel industry industry 27 (3). Energy. pp. 225-239. doi:10.1016/S0360-5442(01)00082-2.
- Ozawa, L.; Sheinbaum Pardo, Claudia; Martin, N.; Worrell, E. (1999). New trends in industrial energy efficiency in the Mexico iron and steel industry 27 (3). OSTI. pp. 225-239.
- Friedmann, R.; Sheinbaum Pardo, Claudia (2003). Mexican electric end-use efficiency: Experiences to date 23 (1). Annual Review of Energy and the Environment. pp. 225-252. doi:10.1146/annurev.energy.23.1.225.
- Meyers, S.; Sheinbaum Pardo, Claudia; Sathaye, J. (1994). Transportation energy use in Mexico 23 (1). U.S. Department of Energy OSTI. pp. 225-252. doi:10.2172/10180670.